# 즈비그니에프 보니에크
즈비그니에프 카지미에시 보니엑(폴란드어: Zbigniew "Zibi" Kazimierz Boniek, 1956년 3월 3일, ~ )는 폴란드의 축구인으로, 포지션은 윙어, 공격수였다. 현재 UEFA 부회장이다.
그가 처음 축구 선수 생활을 시작한 팀은 자비슈아 비드고슈치로, 후에 비제프 우치에서 뛰었다. 보니에크의 이름은 펠레에 의해 현존하는 축구 선수 125명의 명단에 포함되었고, FIFA에 의해 최고의 축구 선수 100명 중 하나가 되었다.
보니에크는 1982년, 이탈리아의 축구 거인 유벤투스로 이적하였으며, 같은 해 1982년 FIFA 월드컵에서 맹활약 끝에 폴란드 축구 국가대표팀을 3위에 올려놓은 성과로 브론즈 메달을 수상하게 된다. 그는 유벤투스 소속으로 1984년에 열린 UEFA 컵 위너스컵과 UEFA 슈퍼컵 그리고 1985년에 열린 유러피언컵에서 우승을 맛보았다.
보니에크는 폴란드 대표로 국제 경기 80경기에 출장, 24골을 넣었으며, 1988년, AS 로마에서 성공적으로 선수 생활을 마쳤다.
유벤투스의 회장은 그에게 Bello di notte ("아름다운 밤") 라는 별명을 붙였는데, 그 이유는 밤 경기에서의 활약이 아름다웠기 때문이라고 한다.
보니에크는 또한 이탈리아에서 감독을 지낸 바 있는데, 각각 1990-91 시즌에는 레체, 1991-1992 시즌에는 바리, 1992-93 시즌에는 삼베네테테세 그리고 1994-96 시즌에는 아벨리노에서 감독 생활을 했다.
그는 최근에 폴란드 축구 협회 회장을 지냈으며, 2002년 7월에는 폴란드 축구 국가대표팀의 감독으로 공천받아 폴란드 대표팀을 맡았었다. 그는 2002년 12월 감독직에서 물러났는데 그가 물러난 후, 폴란드 대표팀은 단 다섯 경기에서 2승 1무 2패라는 성적을 거두었고, 홈에서 벌어진 라트비아와의 유럽축구선수권 대회 예선 경기에선 0:1로 완패했다.

## 수상

#### 비제프 우치
- 엑스트라클라사 : 1980-81, 1981-82

#### 유벤투스
- 세리에 A : 1983-84
- 코파 이탈리아 : 1982-83
- 유로피언컵 : 1984-85
- 유로피언컵 위너스컵 : 1983-84
- 유로피언 슈퍼컵 : 1984
- 인터컨티넨탈컵 : 1985

#### AS 로마
- 코파 이탈리아 : 1985-86

#### 폴란드
- FIFA 월드컵 3위 : 1982

### 개인
- 발롱도르 3위 : 1982
- 폴란드 올해의 선수 : 1978, 1982
- FIFA 월드컵 올스타팀 : 1982
- FIFA 100 : 2004
- 골든풋 : 2009
- FAI 특별상 : 2012
- 이탈리아 축구 명예의 전당 : 2019
- 폴란드 공화국 공로장 : 1982
- 이탈리아 공화국 공로장 : 1997

#### 발롱도르
- 1978 - 21
- 1979 - 9
- 1980 - 22
- 1981 - 11
- 1982 - 3
- 1983 - 30
- 1985 - 6